# Justitia Tholus
Lo Justitia Tholus è una formazione geologica della superficie di Venere.
Prende il nome da Giustizia, dea romana personificazione della giustizia.